# Pyrgotina antidorcas
Pyrgotina antidorcas är en tvåvingeart som beskrevs av Heinrich Wilhelm Eduard van Bruggen 1961. Pyrgotina antidorcas ingår i släktet Pyrgotina och familjen Pyrgotidae. Inga underarter finns listade i Catalogue of Life.